# Burgstall Haunpold
Der Burgstall Haunpold ist eine abgegangene spätmittelalterliche Höhenburg auf 563 m ü. NHN unmittelbar nördlich der Mangfall und westlich des Marktes Bruckmühl auf der Berghamer Leite im Landkreis Rosenheim von Bayern. Er wird als Bodendenkmal unter der Aktennummer D-1-8137-0064 als „Burgstall älteren oder hohen des Mittelalters“ geführt. Diese Zuschreibung ist aber nicht sicher, da sich 200 m westlich davon ein weiterer Burgstall befindet, der unter der Aktennummer D-1-8137-0065 im Bayernatlas ebenfalls als „Burgstall des älteren oder hohen Mittelalters“ geführt wird und der vermutlich der Burg Holnstain zuzuordnen ist.

## Geschichte
Die Burg ist im 12. Jahrhundert vermutlich durch die Herren von Haunpold erbaut worden und dann an die Ritter von Holnstain gekommen. Um 1470 sollen die Brüder Hanns und Konrad Holnstain aus den Steinen der verfallenen Burg die abgebrannte Pfarrkirche St. Vigilius in Kirchdorf am Haunpold neu errichtet haben.

## Beschreibung
Von der ehemaligen Burganlage ist nur wenig erhalten. Beide Burgställe sind heute mit Wald überwachsen.